# 民族黨 (艾爾沙德)
民族党是孟加拉国的一個保守主義政黨。該黨主張孟加拉民族主義。

## 概述
民族党成立於1986年1月1日，是現今孟加拉国執政黨孟加拉國人民聯盟的反對黨之一。民族党的政治立場為中間偏右。該黨的领袖是罗珊·艾尔沙德，主席是古拉姆·穆罕默德·奎德。該黨總部設於孟加拉国首都达卡。